# 무주덕유산리조트
무주덕유산리조트(茂朱德裕山─)는 대한민국 전북특별자치도 무주군 설천면 심곡리에 있는 휴양 단지다. 원래의 명칭인 무주리조트로 잘 알려져 있다. 덕유산 설천봉과 만선봉의 북사면에 자리하고 있다. 최고 지점은 해발 1,520 미터의 설천봉이다. 덕유산국립공원에 자리하여, 국내에서는 유일한 국립공원 내의 스키장이기도 하다.
전체 슬로프 면적에서 국내 1위를 차지하는 대형 규모 스키장이다. 단 1997년 동계 유니버시아드 활강 경기가 열린 곳 등 일부 슬로프가 현재는 개방되고 있지 않아 실제 면적은 보다 작다. 또한 영업 중인 스키장 가운데는 가장 큰 표고차를 가진다. 2018년 동계올림픽 경기장인 정선 알파인 경기장을 포함할 경우 두 번째로 큰 표고차를 가진다.

## 역사
1990년 12월 22일 쌍방울그룹에 의해 문을 열었다. 개장 당시에는 현재 슬로프의 서쪽 절반 부분인 만선봉 지역만 운영되었다. 1997년 동계 유니버시아드의 개최를 앞두고 쌍방울은 1996년 9월 16일 리조트 내에 스키점프 경기장을 완공하였다. 이어 같은 해 12월 5일에는 스키점프장을 비롯하여 설천봉 지역 슬로프, 노르딕스키 종목 경기장에 대한 준공식을 가졌다.

## 운영
본래 전라북도 연고 기업인 쌍방울이 건설하여 관리권을 소유하였으나 쌍방울이 동계유니버시아드를 개최하여 해당 휴양 단지(무주리조트)에 대대적인 투자를 한 데다 쌍방울 창업주 이봉녕 명예회장의 셋째아들인   이의석 당시 새난(쌍방울 계열 유.아동복업체) 부회장이 카지노 도박사건으로 지명수배를 받는 등 경영층의 시련까지 겹쳐 1997년 부도처리가 되면서 그 이후 외국자본 인수를 거쳐 대한전선이 소유했었다. 그후 2011년 6월 28일에 부영그룹이 무주리조트를 인수한 후 '부영덕유산리조트'로 개명한 후 지역 주민들의 반발로 인해 다시 '무주덕유산리조트'로 개명했다.

## 슬로프
총 21면이다.

## 논란
부영그룹이 2011년 4월에 무주리조트를 인수한 후 6월에 덕유산리조트로 개명하고 무주의 로마자 표기인 'Muju'였던 상징 로고를 부영그룹을 상징하는 원앙으로 바꾸자, 이에 대해 지역 주민들과 지역 인사들은 반발하였다. 무주군의회는 명칭 환원을 촉구하는 결의문을 채택하였고, 무주군은 행정기관 자료 문서에서는 '무주리조트'로 표기하고 교통표지판의 명칭을 변경하지 않는 등 행정적으로 협조하지 않을 것이라고 밝혔다. 한편 이에 대해 부영그룹 측은 새 이미지를 가지고 출발한다는 의미에서 새롭게 바꾼 것이라고 해명하였다. 그 후 '무주덕유산리조트'로 명칭을 변경하였다.

## 사진
무주덕유산리조트
- 적상산에서 바라본 무주덕유산리조트 슬로프

## 같이 보기
- 덕유산
- 무주점핑파크